# Raymond Impanis
Raymond Impanis (Berg, 19 ottobre 1925 – Vilvoorde, 31 dicembre 2010) è stato un ciclista su strada e pistard belga.
Professionista tra il 1946 ed il 1963, vinse Giro delle Fiandre, Gand-Wevelgem, Parigi-Roubaix, Freccia Vallone e tre tappe al Tour de France.

## Carriera
Corse per la Alcyon, la Ganna, la Girardengo, la Wolf, la Garin, la Mercier, la Helyett, la Elve, la Faema, la Flandria e la Peugeot. Le principali vittorie da professionista furono tre tappe al Tour de France (una nel 1947 e due nel 1948), la Gand-Wevelgem nel 1952 e nel 1953, il Giro delle Fiandre e la Parigi-Roubaix nel 1954, la Freccia Vallone nel 1957, la Parigi-Nizza nel 1954 e nel 1960, tre tappe al Giro del Belgio e due tappe al Giro di Germania.
È deceduto all'età di 85 anni, il 31 dicembre 2010.

## Palmarès
- 1946 (Alcyon-Dunlop, dieci vittorie)

Omloop Vlaamse Gewesten indipendenti
3ª tappa Giro del Belgio indipendenti (Moen > Genappe)
5ª tappa Giro del Belgio indipendenti (Liegi > Bertrix)
6ª tappa Giro del Belgio indipendenti (Bertrix > Florenville)
Classifica generale Giro del Belgio indipendenti
Putte indipendenti
Liegi-Charleroi-Liegi indipendenti
Kampioenschap van Henegouwen indipendenti
5ª tappa Ronde van Limburg dilettanti (Tongeren > Hasselt)
Classifica generale Ronde van Limburg dilettanti
- 1947 (Alcyon-Dunlop, sette vittorie)

5ª tappa Giro del Belgio (Liegi > Bruxelles)
19ª tappa Tour de France (Vannes > Saint-Brieuc)
1ª tappa Berg-Housse-Berg (Berg > Housse)
2ª tappa Berg-Housse-Berg (Housse > Berg)
Classifica generale Berg-Housse-Berg
1ª tappa, 1ª semitappa Omnium de la route
Classifica generale Omnium de la route
- 1948 (Alcyon-Dunlop, quattro vittorie)

Kampenhout-Charleroi-Kampenhout
Omloop der Vlaamse Ardennen - Ichtegem
9ª tappa Tour de France (Tolosa > Montpellier)
10ª tappa Tour de France (Montpellier > Marsiglia)
- 1949 (Alcyon-Dunlop, due vittorie)

Classifica generale Dwars door België
3ª tappa Giro del Belgio (Liegi > Bertrix)
- 1950 (Alcyon-Dunlop, tre vittorie)

1ª tappa Berg-Housse-Berg (Berg-Housse)
Classifica generale Berg-Housse-Berg
5ª tappa Giro del Belgio (Mons > Bruxelles)
- 1951 (Alcyon-Dunlop, tre vittorie)

3ª tappa Giro di Germania (Essen > Bonn)
1ª tappa Dwars door België (Waregem > Eisden)
Classifica generale Dwars door België
- 1952 (Garin, tre vittorie)

Tour d'Hesbaye
3ª tappa, 2ª semitappa Paris-Côte-d'Azur (Vergèze > Arles)
Gand-Wevelgem
- 1953 (Garin, una vittoria)

Gand-Wevelgem
- 1954 (Mercier, quattro vittorie)

Giro delle Fiandre
2ª tappa Paris-Côte-d'Azur (Nevers-Saint-Étienne)
Classifica generale Paris-Côte-d'Azur
Parigi-Roubaix
- 1957 (Peugeot, due vittorie)

Trophée Stan Ockers
Freccia Vallone
- 1960 (Faema, una vittoria)

Classifica generale Parigi-Nizza
- 1961 (Flandria, una vittoria)

2ª tappa Giro di Germania (Bad Schwalbach > Schweinfurt)

## Piazzamenti

### Grandi giri
- Giro d'Italia

1951: ritirato
1952: 25º
1954: ritirato
1957: 7º
1960: 40º
1961: ritirato
- Tour de France

1947: 6º
1948: 10º
1949: ritirato
1950: 8º
1953: 23º
1955: 13º
1956: 33º
1963: 66º
- Vuelta a España

1956: 3º

### Classiche
- Milano-Sanremo

1951: 5º
1952: 21º
1953: 6º
1955: 17º
1956: 11º
1958: 10º
1959: 35º
1960: 67º
1961: 47º
- Giro delle Fiandre

1947: 14º
1948: 4º
1949: 5º
1951: 7º
1954: vincitore
1959: 17º
1960: 8º
1961: 31º
1962: 23º
- Parigi-Roubaix

1947: 4º
1948: 21º
1949: 12º
1951: 6º
1952: 22º
1953: 7º
1954: vincitore
1955: 5º
1956: 44º
1957: 6º
1958: 9º
1959: 10º
1960: 10º
1961: 20º
1962: 9º
1963: 40º
- Liegi-Bastogne-Liegi

1947: 2º
1948: 2º
1949: 23º
1950: 2º
1951: 12º
1952: 13º
1953: 10º
1954: 2º
1955: 2º
1958: 5º
1959: 24º
1961: 25º
- Giro di Lombardia

1952: 51º
1957: 5º
1959: 21º
1960: 94º

### Competizioni mondiali
- Campionati del mondo su strada

Valkenburg 1948 - In linea: 9º
Copenaghen 1949 - In linea: 19º
Waregem 1957 - In linea: 20º
- Campionati del mondo su pista

Rocourt 1963 - Mezzofondo: 5º